# Koppartak

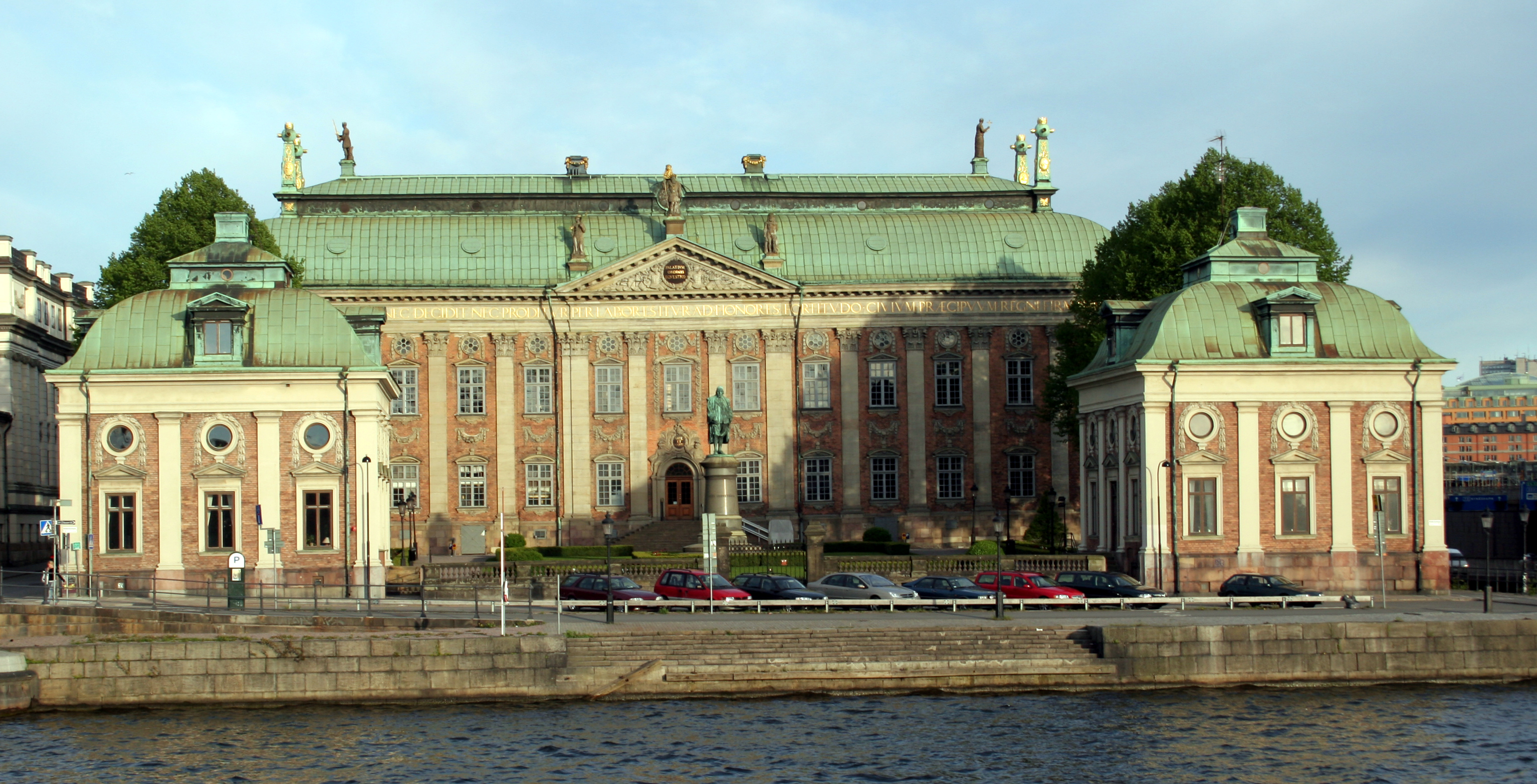
Koppartak på Riddarhuset i Gamla Stan.

Koppartak är ett tak belagt med kopparplåt. Plåten har från början den rena kopparns rödbruna färg men får av luftens inverkan en grågrön ton av ärg. Denna oxid består normalt sett av två skikt. Ett inre skikt kuprit (Cu2O), som är svart, samt ett yttre skikt som kan bestå av två olika oxider. Om luften är fri från salt består taket av enbart av brokantit (Cu4(OH)6SO4), som är grön. Innehåller luften salt består det yttre skiktet helt eller delvis av atakamit (Cu2(OH)3Cl) som också den är grön. 
Tak med grön metallplåt är i regel koppartak eller grönfärgad stålplåt, men begreppet "gröna tak" har på senare tid också lanserats som särskild beteckning för tak som har växtlighet som takbeläggning.
Koppar är ett mycket motståndskraftigt men ganska dyrt takmaterial. Efter miljödiskussioner infördes 1996 regler för koppartak för att minimera korrosionens inverkan på miljön.

## Bilder

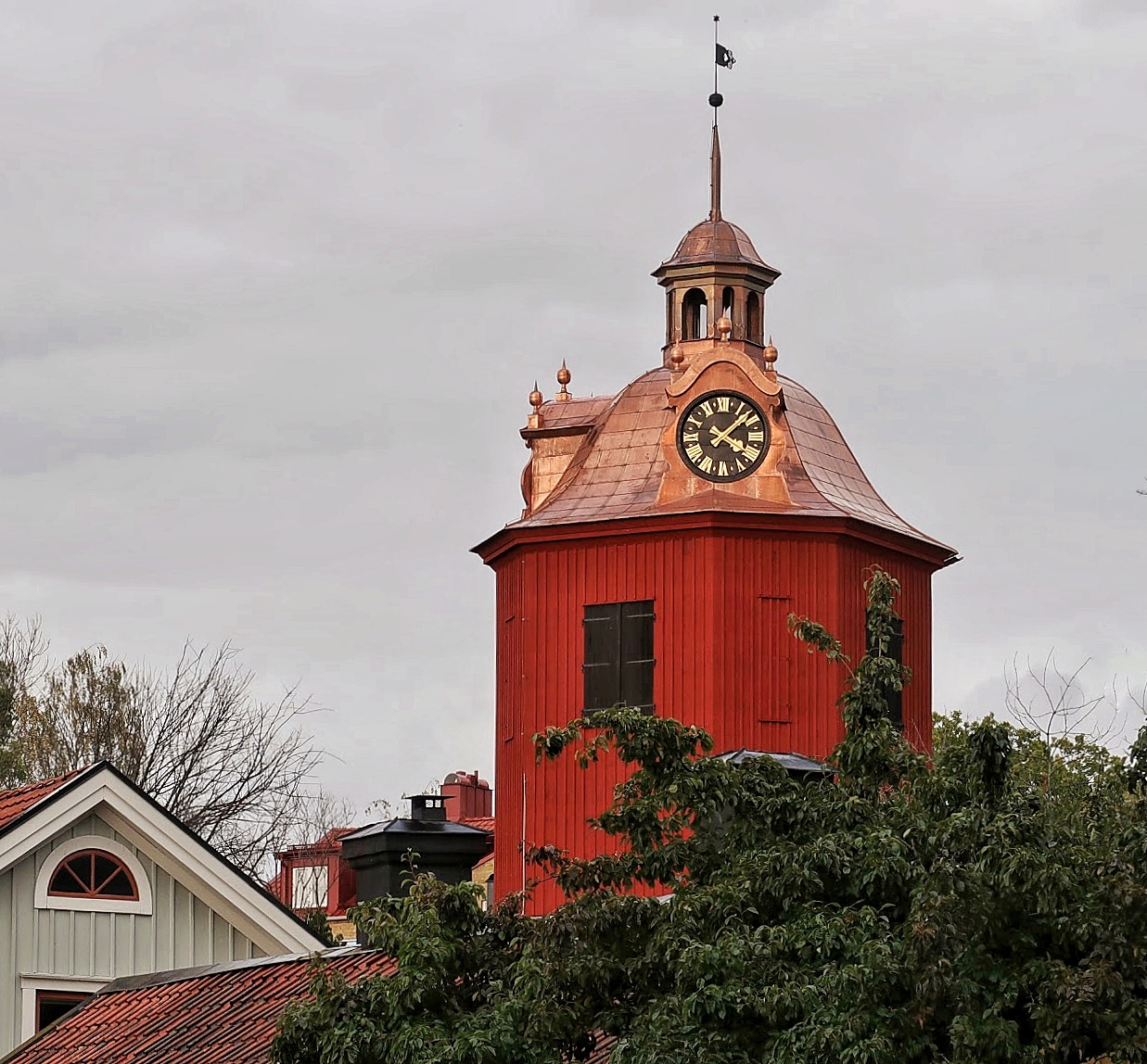
Nylagt koppartak.